# حزب باتريوت (السبعينات)
حزب الوطنيين هو منظمة اشتراكية تأسست في أوائل سبعينيات القرن الماضي في الولايات المتحدة نظمت فقراء من البيض الريفيين في جنوب جبال الأبلاش وإقليم الشمال الغربي الهادئ. تم تشكيل الحزب بعد انقسام مع منظمة منظمة الشباب الوطنيين. تم اختيار عضوية منظمة الشباب الوطنيين من عصابات الشوارع لبِيض أبالاتشي في حي أبتاون بشيكاغو في إلينوي؛ صار الحزب مسيسًا بعد العمل مع اللوردات الشباب، وهي عصابة بورتوريكية وحزب الفهود السود الأمريكي الأفريقي.

## التأسيس
تأسس حزب باتريوت عام 1970 بعد قتال داخلي بين أعضاء منظمة الشباب الوطنيين اليساريين في شيكاغو. سعت المجموعة إلى تحسين حالة البيض المحرومين، ولا سيما المهاجرين الجدد، ومتعاطي المخدرات، والعاطلين عن العمل، والمتلقين للرعاية الاجتماعية، والعمال ذوي الياقات الزرقاء، و«الهضاب المخلوعة» الذين غادروا أبالاتشي.
كان حزب باتريوت عضوًا في تحالف قوس قزح الأصلي، الذي شكله فريد هامبتون من حزب الفهود السود وآخرين لإنشاء تحالف سياسي واسع القاعدة ومتعدد الأعراق، الذي تشكل بعد مؤتمر الجبهة المتحدة ضد الفاشية الذي عقد في أوكلاند بكاليفورنيا في عام 1969. لقد ضم التحالف اللوردات الشباب، والقبعات البنية، وآي وور كوين. كانت نية هامبتون أن تعمل عصابات متعددة الأعراق معًا لتحقيق حلول سلمية، بدلًا من محاربة بعضها البعض.

## الاستراتيجيات
استعار حزب باتريوت استراتيجيات تنظيم المجتمع من الفهود السود. على سبيل المثال، أنشأوا برنامج إفطار مجاني للأطفال.[بحاجة لمصدر] أنشأوا «مدارس التحرير» لتعليم أيديولوجيتهم للأطفال. حصل فرع يوجين بأوريغون، وموقع جامعة أوريغون، على الكثير من دعم المجتمع من خلال برنامج «الخشب المجاني». في هذا الوقت في الشمال الغربي، كان بعض الفقراء لا يزالون يعتمدون على المواقد الخشبية للطهي والتدفئة، وكان من الصعب الحصول على حطب رخيص.
يعتقد حزب باتريوت أن البِيض سيتخلون عن المعتقدات العنصرية بعد تحديد النظام الرأسمالي على أنه عدوهم الحقيقي.

### استخدام علم الكونفدرالية
على الرغم من ارتباطه بسيادة البيض، فقد استخدم الحزب العلم الكونفدرالي كرمز. وبالإضافة إلى سهولة الوصول إلى المتاجر العسكرية الفائضة، فقد تم استخدام العلم، وفقًا لإيمي سوني وجيمس تريسي، «كرمز لثورة فقراء الجنوب ضد الطبقة المالكة». كما تم استخدام الأزرار التي تحمل شعار «القيامة جون براون» - في إشارة إلى صاحب دعوة إلغاء عقوبة الإعدام - بشكل شائع. لقد تضمنت الكتيبات شعارات مثل «الجنوب سينهض من جديد ولكن هذه المرة مع الشمال وكل المظلومين في العالم».

## السقوط والإرث
في عام 1970 ألقى مكتب التحقيقات الفيدرالي القبض على اللجنة المركزية بأكملها لحزب باتريوت[من؟] واتهمهما بارتكاب جنايات مختلفة. لقد أسقطوا التهم فيما بعد، ولكن بحلول منتصف السبعينيات، قام مشروع كوينتيلبرو التابع لمكتب التحقيقات الفيدرالي بقمع المنظمة بشكل فعال.
في عام 1982 اعتمد ناشط الحقوق المدنية جيسي جاكسون اسم «تحالف قوس قزح» لتنظيم مجموعات متعددة الأخلاقية لتقديم الدعم من أجل التصويت لمرشحين ليبراليين (من خلفية ديمقراطية) للمناصب العامة، من أجل تعزيز أصوات الأقلية من خلال العمل بالتعاون.

## روابط خارجية
- كتيب حزب الوطني عام 1970
- تحالف قوس قزح الأصلي
- اللوردات الشباب الباتريوت